# کریستین مور (سیاستمدار)
کریستین مور (انگلیسی: Christine Moore؛ زادهٔ ۲۱ اکتبر ۱۹۸۳) یک سیاستمدار و پرستار کانادایی است که از سال ۲۰۱۱ تا ۲۰۱۹ به عنوان نماینده پارلمان (MP) خدمت کرده است. به عنوان یکی از اعضای حزب دموکراتیک نوین (NDP)، او برای اولین بار در انتخابات فدرال کانادا در سال ۲۰۱۱ انتخاب شد. او در انتخابات فدرال ۲۰۱۵ مجدداً پیروز شد. او در انتخابات فدرال ۲۰۱۹ ترجیح داد نامزد انتخابات نشود. مور علیرغم نام انگلیسی زبانش، فرانسوی زبان است. از در فیلم‌ها یا برنامه‌های تلویزیونی مانند وایلد حضور داشته است. او بیش از سه سال در کنار نیروهای مسلح کانادا خدمت کرد. کریستین مور همچنین یکی از اعضای سازمان پرستاران بدون مرز است.

## زندگی
مور در لارین، کبک به دنیا آمد. مور به عنوان یک تکنسین پزشکی آموزش دیده بود. او در نیروی ارتش واحد شربروک تحصیل کرد و در سال ۲۰۰۵ فارغ‌التحصیل شد. او دیپلم تحصیلات کالج در رشته پرستاری طی کرد و در سال ۲۰۰۸ مدرک لیسانس گرفت. او یک دوره کارآموزی یک‌ماهه بشردوستانه را در سنگال به عنوان بخشی از مدرک پرستاری خود در سال ۲۰۰۹ گذراند، و بیش از سه سال در کنار نیروهای کانادایی خدمت کرد. او همچنین یکی از اعضای پرستاران بدون مرز است.

## فعالیت سیاسی
در ۲۶ می ۲۰۱۱، مور به عنوان اپوزیسیون رسمی فدرال برای نظارت بر تدارکات نظامی منصوب شد. پرونده‌های کلیدی که مور مسئول آنها بود شامل خرید جنگنده اف-۳۵ لایتنینگ ۲، نوسازی کشتی‌های مختلف نیروی دریایی و جایگزینی هواپیماهای جستجو و نجات بود. در نتیجه، او بیشتر در کمیته دائمی دفاع ملی، انجمن اصلی رسیدگی به این مسائل، کار می‌کرد. او همچنین به جک هریس در انجام وظایفش به عنوان نماینده رسمی اپوزیسیون فدرال برای دفاع ملی کمک کرد. در نوامبر ۲۰۱۳، مور به عنوان معاون منتقد انرژی و منابع طبیعی برای حزب دموکراتیک نوین منصوب شد. پرونده‌های کلیدی تحت پوشش این مسئولیت شامل جنگلداری، معادن، هسته‌ای و خطوط لوله گاز است. در سال ۲۰۱۴، مور پیشنهادی را برای ترویج استراتژی ملی در مورد جنگلداری در کانادا ارائه کرد. این طرح از دولت فدرال خواست تا با مشورت استان‌ها و مناطق، اقوام اولیه، ذینفعان و مردم، یک استراتژی ملی برای پیشبرد بخش جنگل‌داری کانادا با هدف ایجاد مشاغل با ارزش افزوده بالا، توسعه جنگل‌های ما به روشی پایدار، تنوع و ترویج محصولات مبتنی بر چوب و توسعه بازارهای بین‌المللی چوب و توسعه سیستم‌های ساختمانی بین‌المللی کانادا، ارائه کند. در طول رقابت‌های رهبری حزب دموکرات جدید ۲۰۱۱–۲۰۱۲، مور از رومئو ساگاناش حمایت کرد. مور در طول مبارزات انتخاباتی در سال ۲۰۱۵ زایمان کرد. او از زمانی که در پاییز سال ۲۰۱۵ به پارلمان بازگشته بود، برای دریافت منابع بیشتر از نمایندگان مجلس برای نوزادان تازه متولد شده تلاش می‌کرد. در ۲۴ مارس ۲۰۱۶، مور لایحه‌ای را ارائه کرد که مالیات فدرال را بر برخی محصولات مرتبط با کودکان حذف می‌کرد. در ۷ ژوئن ۲۰۱۹ مور اعلام کرد که به دنبال انتخاب مجدد در انتخابات فدرال ۲۰۱۹ نخواهد بود.